# 冷水佐壽
冷水 佐壽（ひやみず さとし、1943年2月25日 - 2019年2月7日）は、日本の電気工学者。
富士通研究所にいた1982年にJapanese Journal of Applied Physics論文賞を2DEGにおける移動度に関する論文の筆頭筆者として受賞し、1990年には三村高志とともにIEEEモーリス・N・リーブマン記念賞を「化合物半導体材料およびデバイスのエピタキシャル成長に対する顕著な貢献」により受賞した。2001年には「最初の高電子移動度トランジスタ(HEMT)の実現への貢献」によりIEEEフェローに選ばれた。2000年から2002年まで大阪大学大学院基礎工学研究科長を務めた。2019年2月に75歳で亡くなった。

## 参考
- Satoshi Hiyamizu et al., "Extremely High Mobility of Two-Dimensional Electron Gas in Selectively Doped GaAs/N-AlGaAs Heterojunction Structures Grown by MBE", Jpn. J. Appl. Phys. Vol.20 (1981) Pt.2 No.4, pp. L245-L248.
- IEEE Morris N. Liebmann Memorial Award recipients
- IEEE Fellow Class of 2001
- IEEE Fellow Class of 2001 (Tokyo section)
- Osaka University Graduate School of Engineering - history